# Canal Winchester
Canal Winchester város az USA Ohio államában, Fairfield és Franklin megyében. Lakosainak száma 9107 fő (2020. április 1.).

## Népesség
A település népességének változása:

| 2010 | 7 101 |
| 2020 | 9 107 |